# RIA Novosti
L'Agència Russa d'Informació Novosti (en rus: Российское агентство международной информации), coneguda com a RIA Novosti (en rus: РИА Новости), va ser una de les principals agència de notícies estatal de la Unió Soviètica i posteriorment de la Federació Russa, fins que l'any 2013 va ser tancada i substituïda per l'agència Rossia Segodnia, que alhora va crear el servei de notícies Spútnik. Tanmateix, Rossia Segodnia publica notícies en rus a través d'un lloc web que manté el nom de RIA Novosti.